# Delegazione apostolica di Fermo e Ascoli
La delegazione apostolica di Fermo e Ascoli fu brevemente una suddivisione amministrativa dello Stato della Chiesa, istituita nel 1824 da Leone XII. Nacque dalla riunione di due preesistenti province pontificie, la fermana e l'ascolana, ed entrò in funzione nel 1825. Il delegato apostolico risiedeva nel primo dei due capoluoghi, mentre nel secondo era dislocato un luogotenente.
La conformazione territoriale definitiva fu sancita da Leone XII con motu proprio nel 1827. L'atto dispose la permuta di alcuni comuni con la delegazione di Macerata e Camerino, e conferì alla delegazione l'assetto che, salvo marginali variazioni, sarebbe stato ereditato dalla futura provincia di Ascoli Piceno. In tale conformazione la delegazione confinava a nord con la delegazione di Macerata e Camerino, a ovest con la delegazione di Spoleto e Rieti, a est con il mare Adriatico e a sud con il Regno delle Due Sicilie.
La provincia cessò di esistere a causa dei moti del 1831, quando le due preesistenti delegazioni furono ricostituite. Gregorio XVI confermò la ripartizione, abolendo tutte le province riunite istituite dal predecessore.